# Voyage relativiste
En astronautique, un voyage relativiste est un voyage interstellaire dans lequel on essaye d'exploiter les effets relativistes de dilatation du temps pour franchir, en principe, des distances arbitrairement grandes dans un laps de temps local au vaisseau compatible avec la longueur de la vie humaine. En effet, bien qu'il soit physiquement impossible de dépasser la vitesse de la lumière, le temps local au vaisseau se ralentit (par rapport au reste de l'univers) d'autant plus que celui-ci se rapproche de la vitesse de la lumière (voir dilatation du temps et paradoxe des jumeaux). Ainsi, il serait possible que le vaisseau parcoure l'univers à une vitesse proche de celle de la lumière pendant des centaines ou des milliers d'années, tandis que quelques années seulement passeraient à bord du vaisseau.
De plus, l'accélération continue nécessaire afin de s'approcher suffisamment de la vitesse de la lumière pour que les effets relativistes soient notables, engendrerait une gravité artificielle favorable à la vie humaine pendant les années du voyage.
Cependant, cette même accélération, longue et continue, nécessite d'immenses quantités d'énergie, même avec des procédés de rendement parfait et avec les sources d'énergie les plus efficaces aujourd'hui imaginables, ce qui rend la mise en pratique de cette idée extrêmement improbable.

## Position du problème
Même en utilisant de nouvelles formes d'énergie, par exemple l'énergie nucléaire, pour propulser des vaisseaux spatiaux habités au-dehors du système solaire, on se heurte à une difficulté insurmontable pour lancer un équipage dans un voyage d'une durée raisonnable. Le problème est clairement que la plus proche des étoiles connues (Proxima du Centaure) se trouve à 4,3 années-lumière, c'est-à-dire de l'ordre de 40 000 milliards de kilomètres.
Cependant, sur le papier, il serait possible d'exploiter le fait que le temps s'écoule plus lentement quand on atteint des vitesses proches de celle de la lumière, par rapport à des personnes qui n'ont pas été accélérées. On peut tenter de jouer sur ce fait pour raccourcir la durée des voyages sur des distances qui paraissent inaccessibles.

## Voyage à vitesse constante
Le voyage interstellaire le plus simple est celui d'un vaisseau effectuant le trajet A-B à vitesse constante v. Si x est la distance AB, le vaisseau arrivera bien sûr en B au bout d'un temps {\displaystyle t=x/v} (dans un référentiel où A et B sont fixes). L'intervalle d'espace-temps séparant le départ de l'arrivée s'écrit {\displaystyle c^{2}t^{2}-x^{2}} dans le référentiel fixe, et {\displaystyle c^{2}\tau ^{2}} dans un référentiel lié au vaisseau (τ étant le temps propre, celui qui est ressenti par les passagers). La conservation de cet intervalle implique que :
{\displaystyle c^{2}\tau ^{2}=c^{2}t^{2}-x^{2}=\left({\frac {c^{2}}{v^{2}}}-1\right)x^{2}}
donc que la durée du voyage (telle que ressentie ou mesurée par les passagers) est :
{\displaystyle \tau =x\,{\sqrt {{\frac {1}{v^{2}}}-{\frac {1}{c^{2}}}}}}
On voit que cette durée devient arbitrairement petite si v s'approche suffisamment de c.
L'expression précédente est rendue plus tangible si l'on exprime la distance AB en années-lumière ({\displaystyle x'=x/(c\times {\text{1 an}})}) et la durée du voyage en années ({\displaystyle \tau '=\tau /}1 an) :
{\displaystyle \tau '=x'\,{\sqrt {{\frac {c^{2}}{v^{2}}}-1}}}
On voit que :
- {\displaystyle \tau '=2x'} si {\displaystyle v=c/{\sqrt {5}}\approx } 0,45 c ;
- {\displaystyle \tau '=x'} si {\displaystyle v=c/{\sqrt {2}}\approx } 0,71 c ;
- {\displaystyle \tau '=x'/2} si {\displaystyle v=2c/{\sqrt {5}}\approx } 0,89 c, etc.

## Voyage à accélération puis décélération constantes
Le voyage relativiste est simplifié en considérant qu'il s'agit d'un voyage aller/retour, sur un axe unidimensionnel Ox, à accélération/décélération constante, telle que mesurée par la fusée. Le voyage se compose alors de quatre segments de longueur et temps équivalents : un voyage aller avec une phase constante d'accélération jusqu'à la moitié de la distance, et une phase de décélération égale et constante pendant la moitié restante, puis un voyage retour dans les mêmes conditions. La fusée est au repos, et à x = 0, au départ et à l'arrivée.

### Équations en fonction det
Soit A l'accélération constante mesurée de la fusée. L'accélération φ vue du référentiel Ox est alors:
{\displaystyle \varphi ={\frac {\mathrm {d} v}{\mathrm {d} t}}=\left(1-{\frac {v^{2}}{c^{2}}}\right)^{\frac {3}{2}}A\ }, avec{\displaystyle \ v={\frac {\mathrm {d} x}{\mathrm {d} t}}}.
L'intégration de ces équations, étant donné les conditions initiales, donne :
{\displaystyle v(A,t)={\frac {A\,t}{\sqrt {1+{\dfrac {A^{2}t^{2}}{c^{2}}}}}}}
{\displaystyle x(A,t)={\frac {c^{2}}{A}}\left({\sqrt {1+{\frac {A^{2}t^{2}}{c^{2}}}}}-1\right)}
{\displaystyle \varphi (A,t)={\frac {A}{{\left({1+{\dfrac {A^{2}t^{2}}{c^{2}}}}\right)}^{\frac {3}{2}}}}}
La vitesse v tend bien vers c (vitesse de la lumière) quand t tend vers l'infini, et on retrouve les formules non relativistes pour les vitesses faibles, quand {\displaystyle t\ll {\frac {c}{A}}}.
{\displaystyle \varphi (A,t)} tend vers 0 quand t tend vers l'infini car la fusée s'approche de moins en moins vite de la vitesse de la lumière, vue du référentiel externe.
Muni de ces relations, on peut calculer le temps du voyage relativiste pour une distance x, dans le référentiel Ox (pour un observateur en O).

### Équations en fonction du temps propre
Pour calculer le temps propre {\displaystyle \tau } du voyage relativiste, il faut exprimer ces formules dans le référentiel de la fusée. On a l'équation bien connue du temps propre en relativité restreinte : {\displaystyle \mathrm {d} \tau =\mathrm {d} t{\sqrt {1-{\frac {v^{2}}{c^{2}}}}}}. L'intégration de cette expression, en utilisant {\displaystyle v(A,t)}, donne :
{\displaystyle t={\frac {c}{A}}\sinh {\frac {A\tau }{c}}}
Les équations {\displaystyle v(A,t)}, {\displaystyle x(A,t)} et {\displaystyle \varphi (A,t)} deviennent alors :
{\displaystyle v(A,\tau )=c\,\tanh {\frac {A\tau }{c}}}
{\displaystyle x(A,\tau )={\frac {c^{2}}{A}}\left(\cosh {\frac {A\tau }{c}}-1\right)}
{\displaystyle \varphi (A,\tau )={\frac {A}{\cosh ^{3}{\dfrac {A\tau }{c}}}}}

## Application numérique
| Destination          | Distance          | Durée terrestre | Durée à bord | Vitesse max atteinte |
| -------------------- | ----------------- | --------------- | ------------ | -------------------- |
| Lune                 | 384 000 km        | 6,88 h          | 6,88 h       | 62 km/s              |
| Mars                 | 60 millions km    | 3,6 jours       | 3,6 jours    | 774,6 km/s           |
| Pluton               | 6 milliards km    | 35,9 jours      | 35,9 jours   | 7 744 km/s           |
| Proxima Centauri     | 4,3 a.l.          | 11,8 a          | 7,0 a        | 0,952 c              |
| Nébuleuse du crabe   | 1 000 a.l.        | 2 003,8 a       | 26,5 a       | 0,999 998 c          |
| Centre galactique    | 30 000 a.l.       | 60 003,8 a      | 39,4 a       | 0,999 999 998 c      |
| Galaxie d'Andromède  | 3 millions a.l.   | 6 millions a    | 56,9 a       | (1-2×10-13) c        |
| Limites de l'univers | 15 milliards a.l. | 30 milliards a  | 89,3 a       | (1-8×10-21) c        |

## En Science-fiction
- Tau Zéro[3] de Poul Anderson : Le voyage n’est pas un aller-retour. Il dure plusieurs milliards d’années, mais seulement quelques années dans le vaisseau spatial. L'histoire de l'Univers, plausible en 1970, ne l'est plus aujourd'hui.